# Проспект Мира (станция метро, Кольцевая линия)
«Проспе́кт Ми́ра» (до 26 октября 1966 года — «Ботани́ческий сад») — станция Кольцевой линии Московского метрополитена. Расположена между станциями «Комсомольская» и «Новослободская». Находится на территории Мещанского района Центрального административного округа Москвы.
Станция открыта 30 января 1952 года в составе участка «Курская» — «Белорусская». Название получила в честь проспекта Мира, в самом начале которого расположена станция. До 20 июня 1966 года станция носила название «Ботанический сад» (по находящемуся поблизости Ботаническому саду МГУ). Имеет переход на станцию «Проспект Мира» Калужско-Рижской линии.

## История

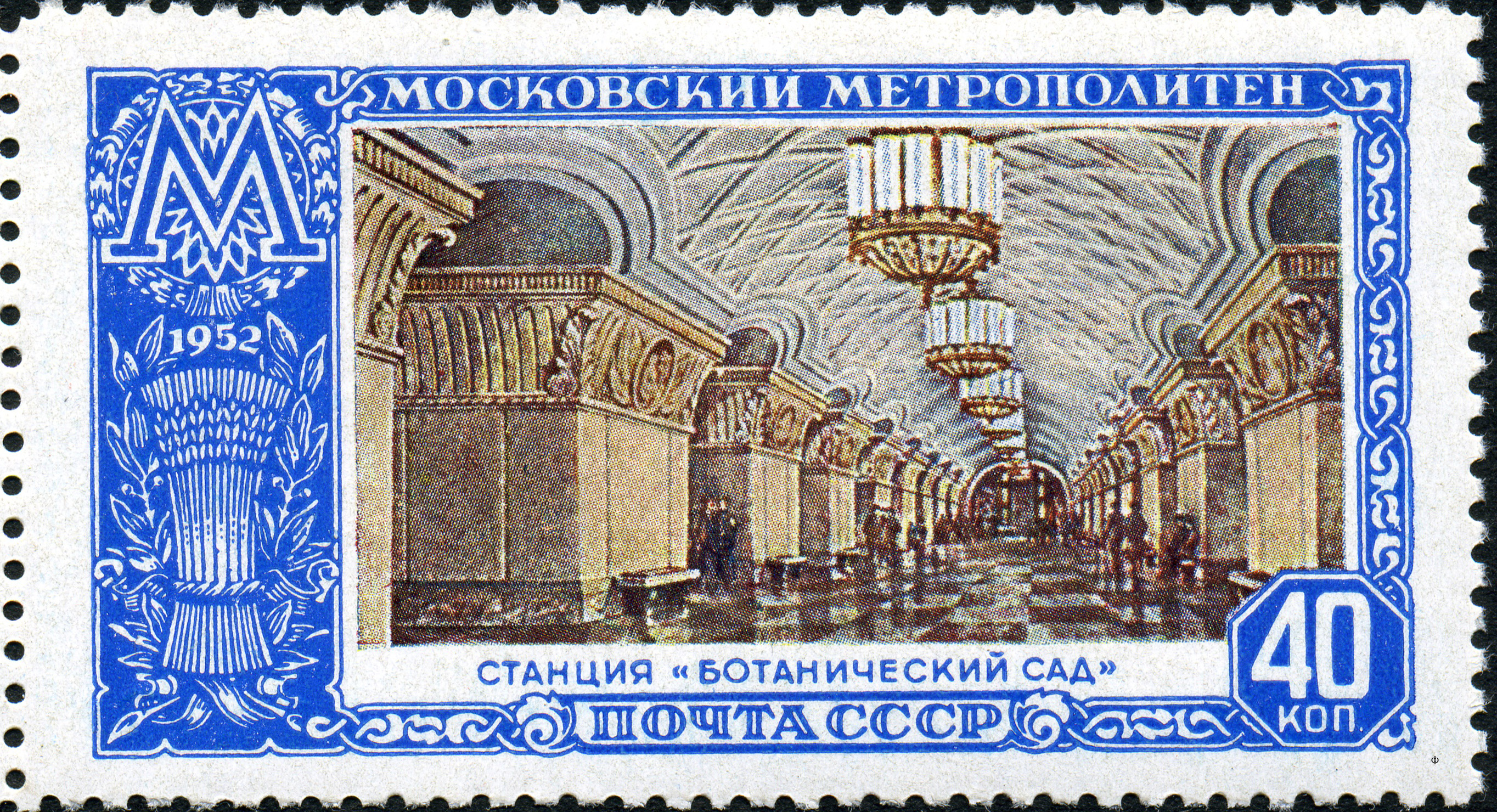
Изображение станции на почтовой марке 1952 года

В первоначальные планы Московского метрополитена Кольцевая линия не входила. Вместо неё планировалось строительство «диаметральных» линий с пересадками в центре города. Первый проект Кольцевой линии появился в 1934 году. Тогда планировалось построить эту линию под Садовым кольцом с 17 станциями. По проекту 1938 года планировалось построить линию значительно дальше от центра, чем построили впоследствии. Планировались станции «Усачёвская», «Калужская Застава», «Серпуховская Застава», «Завод имени Сталина», «Остапово», «Завод „Серп и Молот“», «Лефортово», «Спартаковская», «Красносельская», «Ржевский вокзал», «Савёловский вокзал», «Динамо», «Краснопресненская Застава», «Киевская». В 1941 году проект Кольцевой линии изменили. Теперь её планировали построить ближе к центру. В 1943 году было принято решение о внеочередном строительстве Кольцевой линии по нынешней трассе с целью разгрузки пересадочного узла «Охотный Ряд» — «Площадь Свердлова» — «Площадь Революции».
Кольцевая линия стала четвёртой очередью строительства. В 1947 году планировалось сдать линию четырьмя участками: «Центральный парк культуры и отдыха» — «Курская», «Курская» — «Комсомольская», «Комсомольская» — «Белорусская» (затем был объединён со вторым участком) и «Белорусская» — «Центральный парк культуры и отдыха». Первый участок, «Парк культуры» — «Курская», был открыт 1 января 1950 года, второй, «Курская» — «Белорусская», — 30 января 1952 года (после его ввода в эксплуатацию в Московском метрополитене стало 39 станций), и третий, «Белорусская» — «Парк культуры», замыкающий линию в кольцо, — 14 марта 1954 года. При проходке перегонного тоннеля «Новослободская» — «Ботанический сад» был установлен рекорд — 150 метров тоннеля за месяц.
В 1958 году в западном торце станции сооружён переход на станцию «Ботанический сад» Калужско-Рижской линии. 20 июня 1966 года станция получила своё нынешнее название в связи с наличием Главного ботанического сада Академии наук СССР в Останкине. Радиальная станция была переименована 26 октября 1966 года. В 1978 году название Ботанический сад было повторно присвоено новооткрытой станции теперь уже в честь Главного ботанического сада.
В 1991 году был предложен проект смены названия станции на «Мещанская слобода», а радиальной предлагалось название «Олимпийская», однако эти проекты не были осуществлены.
С 30 мая 2015 года по 16 мая 2016 года вестибюль станции был закрыт для замены эскалаторов и ремонта кассового зала. В процессе замены количество эскалаторов было увеличено с трёх до четырёх.

## Архитектура и оформление

### Вестибюль

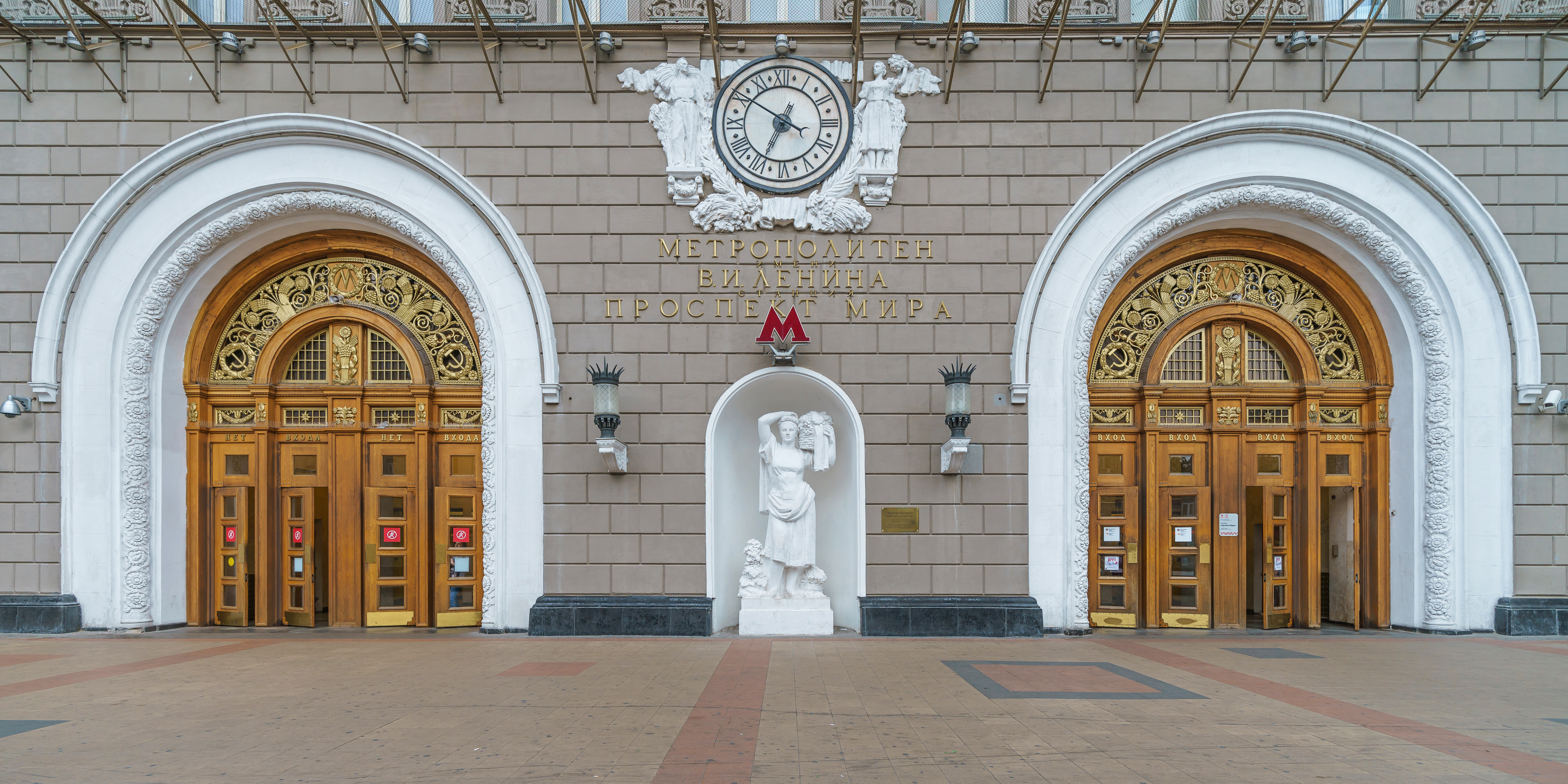
Вход на станцию метро, 2018 год

Выход осуществляется через наземный вестибюль, сооружённый по проекту А. Е. Аркина и встроенный в жилое здание на проспекте Мира. Вестибюль представляет собой высокий прямоугольный зал с плоским потолком, совмещающий в себе функции кассового и эскалаторного помещения. Потолок поддерживают пальмообразные колонны. Они высокие, тонкие, с капителями в виде кроны, зелёного цвета. Зелёная майолика украшена золотой лепниной (гирлянды, колосья, бутоны, звёзды). Сам вестибюль отделан достаточно лаконично — стены просто оштукатурены. Освещают вестибюль спрятанные за карнизами капителей лампы.
Стена напротив эскалатора изначально была украшена барельефом с профилем И. В. Сталина. В 1956 году барельеф был демонтирован в связи с развенчанием культа личности Сталина. В 1976 году на стене было смонтировано смальтовое панно «Матери мира» работы А. Н. Кузнецова, созданное им в 1967 году к юбилейной республиканской выставке «Советская Россия». Панно изображает матерей с детьми трёх основных рас на фоне известных построек городов мира, строящих вместе домик из песка. Установка именно этого панно была связана с переименованием станции в «Проспект Мира».
Снаружи вход и выход оформлены в виде двух больших арок, между которыми раньше, в нише, находилась скульптура «Плодородие» (скульптор Г. И. Мотовилов), изображавшая женщину с полной корзиной фруктов. При реконструкции 2015—2016 скульптура была восстановлена. Над нишей находятся оригинальные часы, украшенные барельефом с изображением мужчины и женщины. Под часами располагалась табличка с первым названием станции, которая после переименования была демонтирована, а вместо неё сделали металлические буквы на стене.

### Станционные залы
«Проспект Мира» — пилонная станция глубокого заложения (глубина — 40 метров) с тремя сводами. Авторы проекта — В. Г. Гельфрейх и М. А. Минкус.
Архитектурное оформление станции посвящено теме «Преобразование природы». Массивные кубические пилоны с неширокими карнизами облицованы кремовым мрамором. Над карнизами пилонов — широкие керамические фризы, на которых изображён рельефный растительный орнамент: венки, листья, бутоны и знамёна. Они обрамляют круглые медальоны с рельефными изображениями агрономов, цветоводов, садоводов за работой. В боковых залах вместо медальонов декоративные решётки вентиляционных отверстий с колосьями, лентами и гербовыми символами. Скульптор — Г. И. Мотовилов.
Свод оформлен выпуклыми лепными полосами, образующими сплошную ромбическую сеть. По оси свода — ряд мощных бронзовых люстр с большим числом газоразрядных ламп, в боковых залах люстры немного меньше. Пол облицован серыми и чёрными гранитными плитами в шахматном порядке. Путевые стены облицованы красным мрамором с белыми прожилками.
В 1953 году торцевая стена была украшена керамическом панно с изображением И. В. Сталина в окружении знамён. Панно было снято в 1958 году в связи с открытием перехода на радиальную станцию, который начинался через торец.
| - Зал станции, 1 января 2012 года - Пилон - Керамический фриз - Вентиляционная решётка - Боковой зал станции - Посадочная платформа - Медальон на путевой стене - Выход в город до реконструкции |

| - Керамические медальоны |

### Переход
Переход на Калужско-Рижскую линию начинается с лестницы в западном торце, которая связывает центральный зал с переходной камерой в более высоком уровне. Оттуда идут мостики над платформой в сторону «Новослободской». Переходная и лестничная камеры отделаны трещиноватым рисунчатым бело-розово-фиолетово-красным нижнетагильским мрамором. Далее — проход к межэтажным эскалаторам, которые поднимают к сводчатому коридору, продолжающему центральный зал радиальной станции.
| - Начало перехода на КРЛ - Мост через пути - Гермозатвор в переходе - Эскалатор |

## Станция в цифрах
- Код станции — 069[4].
- Пикет ПК163+79,1[18].
- В марте 2002 года пассажиропоток по входу составлял 47,0 тыс. человек, по выходу — 48,1 тыс.[19].
- Время открытия станции для входа пассажиров — 5 часов 30 минут, время закрытия — в 1 час ночи[20].
- Таблица времени прохождения первого поезда через станцию[21]:

| По чётным числам                   | Будние дни | Выходные дни |
| По нечётным числам                 | Будние дни | Выходные дни |
| В сторону станции «Новослободская» | 05:47:00   | 05:47:00     |
| В сторону станции «Новослободская» | 05:49:00   | 05:49:00     |
| В сторону станции «Комсомольская»  | 05:39:00   | 05:37:00     |
| В сторону станции «Комсомольская»  | 05:38:00   | 05:38:00     |

## Расположение
Станция метро «Проспект Мира» Кольцевой линии расположена между станциями «Новослободская» и «Комсомольская». Выход в город на Проспект Мира.

### Наземный общественный транспорт
На этой станции можно пересесть на следующие маршруты городского пассажирского транспорта:
- Автобусы: м2, м9, 903, н9
- Трамваи: 7, 50

### Достопримечательности
- Ботанический сад МГУ — самый старый ботанический сад в России. Сад основан в 1706 году на тогдашней северной окраине Москвы ещё Петром I. 1 апреля 1805 года бывший аптекарский огород был куплен Московским университетом. В 1950 году, когда Университет закладывает сад на своей новой территории на Ленинских горах, «Аптекарский огород» становится филиалом Ботанического сада Московского Университета[23].
- Стадион «Олимпийский» — один из крупнейших крытых спортивных комплексов России и Европы. Комплекс состоит из двух спортивных сооружений — гигантского овального здания, в котором располагается крытый стадион, и овального здания с несколькими плавательными бассейнами. Комплекс был возведён специально к XXII Олимпийским играм 1980 года в Москве и с 19 июля 1980 года Спорткомплекс Олимпийский остаётся самым большим сооружением такого рода на территории Европы, а на момент открытия ему не было равных в мире.

## Станция в культуре
Станция «Проспект Мира» фигурирует в постапокалиптическом романе Дмитрия Глуховского «Метро 2033» и в одноимённой видеоигре. Согласно книге, станция входила в состав содружества станций Кольцевой линии, чаще именуемого Ганзой. Жители этой станции, как и всего содружества, живут за счёт торговли и взимания пошлин с торговцев.
Никогда прежде я не видел такого базара. На нём можно было купить вообще всё, что угодно. Жаль, Бурбон задолжал денег солдатам Ганзы и не хотел задерживаться.Артём, Metro 2033